# Api Claudi Pulcre (cònsol 54 aC)
Api Claudi Pulcre (llatí: Appius Claudius Pulcher) va ser un magistrat romà del segle i aC. Era fill d'Api Claudi Pulcre, cònsol l'any 79 aC i germà de Publi Clodi Pulcre. Formava part de la gens Clàudia. La seva filla Clàudia Pulcra Major fou la primera muller de Marc Juni Brutus.
Se'l menciona per primera vegada l'any 75 aC quan va ser un dels acusadors de Marc Terenci Varró. El 70 aC va servir a Àsia a les ordres del seu cunyat Lucul que el va enviar com a ambaixador a Tigranes II d'Armènia per demanar l'entrega de Mitridates VI Eupator.
L'any 61 aC era a Grècia on recollí estàtues i pintures per adornar els jocs que volia donar quan fos edil curul, però gràcies al favor i a la influència del cònsol Luci Calpurni Pisó Cesoní va ser nomenat pretor (57 aC) sense ser abans edil. Va ser nomenat àugur l'any 59 aC. Com a pretor va presidir alguns judicis per extorsió, i Ciceró mostrava preocupació per les actuacions del seu germà Quint Tul·li Ciceró, que havia estat propretor a Àsia i s'havia enriquit.
Encara que no obertament, era enemic de Ciceró, i feia costat a les actuacions del seu germà Clodi. L'any 56 aC va ser propretor a Sardenya i l'abril d'aquell any va visitar a Juli Cèsar a Lucca.
L'any 54 aC va ser elegit cònsol amb Luci Domici Ahenobarb. Per mediació de Gneu Pompeu es va reconciliar amb Ciceró. Va acusar Gabini, home de Pompeu, quan va tornar de la seva província, i va donar suport a Gai Pomptí en la seva petició dels honors del triomf, però es creu que aquestes dues actuacions van ser motivades per obtenir-ne benefici econòmic.
Un exemple més concloent de la seva deshonestedat es va produir quan havia de dirigir els comicis per elegir nous cònsols. Va rebre una forta quantitat dels candidats Gneu Domici Calví i Gai Memmi, però descobert l'afer els comicis no es van celebrar. Api es va fer càrrec del comandament d'un exèrcit i se'n va anar a la seva província de Cilícia el juliol del 53 aC i la va governar dos anys amb avarícia, tirania i rapacitat. Va fer la guerra als muntanyencs de l'Amanus i algunes victòries obtingudes li van permetre demanar un triomf, que no li va ser concedit.
Ciceró el va succeir el 51 aC i encara que va mostrar cordialitat inicialment, quan va sortir de la província, l'orador el va criticar durament. Api va ser acusat per Dolabel·la de suborn (ambitus), però amb l'ajut de Pompeu, Brut i Hortensi va ser absolt.
Llavors va ser candidat a censor amb Luci Calpurni Pisó Cesoní (50 aC) i va ser escollit. Va fer una neteja del senat i entre els exclosos hi havia l'historiador Gai Sal·lusti Crisp. Es va enemistar amb Cèsar per la seva amistat amb Curió i Pompeu, i quan Cèsar va entrar a Roma va fugir d'Itàlia (49 aC) i se'n va anar amb Pompeu, rebent Grècia com a província. Va consultar a l'oracle de Delfos i seguint les seves instruccions va anar a Eubea on va morir abans de la batalla de Farsàlia (48 aC).
Va escriure un llibre sobre auguris, dedicat a Ciceró i sembla que seguia les opinions dels endevins. Ciceró el considerava un bon orador. Es distingia també pels seus coneixements legals i d'història antiga. El seu home de confiança era un llibert de nom Phanias.